# 阿鲁孜诗律
阿鲁孜诗律，维吾尔诗歌格律。最初是阿拉伯学者哈里勒·伊宾·艾合买德以其家乡之名命名。共有调式19种，每种有不同的变体。著名的《福乐智慧》即采用穆台卡里甫调式。这种诗歌格律是由传统的古维吾尔诗歌与伊斯兰文化相结合后的产物。